# Папуга-червонохвіст короткодзьобий
Папуга-червонохвіст короткодзьобий (Enicognathus ferrugineus) — вид папугоподібних птахів родини папугових (Psittacidae). Поширений в Південній Америці.

## Поширення
Вид поширений на півдні Чилі та суміжних районах Аргентини, включаючи острів Вогняна Земля. Населяє південні букові (Nothofagus) ліси та рідколісся з домішками дубів (Quercus) і Drimys andina. Він також трапляється на прилеглих напіввідкритих територіях, угіддях, а іноді й на культивованих територіях.

## Опис
Папуга середнього розміру з вагою близько 160 г. Він переважно зеленого кольору з темнішим краєм пір'я, що надає оперенню «лускатого» вигляду. Має темно-червоний колір біля ніздрів і червоний на черевці. Грудка жовтувато-зелена. Пір'я хвоста також червоне з зеленими кінчиками. Райдужка коричнева.

## Спосіб життя
Це зграйний вид. Він має прямий, шумний політ, часто близько до землі. Ці папуги зазвичай ховаються у кронах високих дерев, тому їх важко знайти.